# Mixopsis casta
Mixopsis casta là một loài bướm đêm trong họ Geometridae.